# Joseph Ludwig Stoll
Joseph Ludwig (eigentlich Joseph Anton Xaver Nepomuk) Stoll (* 31. März 1777 in Wien; † 22. Juni 1815 in Obermeidling bei Wien) war ein österreichischer Lyriker, Dramatiker und Privatgelehrter.

## Leben
Stoll war der Sohn von Maximilian Stoll (1742–1787), einem aus Erzingen in Baden-Württemberg stammenden Arzt, der ab 1776 an der Universität Wien lehrte. Nach dem frühen Tod des Vaters erbte Stoll ein beträchtliches Vermögen von etwa 80.000 Gulden Konventionsmünze und unternahm ausgedehnte Bildungsreisen durch Italien, Frankreich, Großbritannien und Deutschland. In Berlin befreundete er sich 1798 mit dem Philosophen Johann Gottlieb Fichte und wurde dort vermutlich auch promoviert. Um 1801 ließ er sich in Weimar nieder und arbeitete als Regisseur am dortigen Theater. Er machte die Bekanntschaft mit Schiller und Goethe, der ihn als Regisseur an das Burgtheater empfahl.
1806 kehrte Stoll nach Wien zurück, wo er 1808 mit Leo von Seckendorf die ambitionierte Zeitschrift Prometheus herausgab, von der jedoch nur sechs Ausgaben erschienen. Beethoven veröffentlichte dort im April 1808 die Goethe-Vertonung Sehnsucht („Nur wer die Sehnsucht kennt“) WoO 134.
Im Sommer 1809 setzte sich Beethoven in einem Brief an den Orientalisten Joseph von Hammer-Purgstall für den „Unglücklichen“ ein, der nicht die Mittel für einen längeren Aufenthalt in Paris aufbringen konnte. Während der französischen Besetzung Wiens stiftete ihm Napoleon, der Stolls Vater sehr bewundert hatte, 500 Francs, und Stoll lebte bis zum Herbst 1810 in Paris, wo er mit Ludwig Uhland verkehrte.
1811 verfasste er für Beethoven das Gedicht An die Geliebte, das Beethoven im Dezember 1811 vertonte (WoO 140).
Gesundheitlich bereits sehr angeschlagen, zog Stoll im Frühjahr 1815 in das Dorf Obermeidling bei Wien, wo er im Beisein seines Freundes Zacharias Werner am Abend des 22. Juni 1815 verstarb. Sein Tod wurde in der Meidlinger Pfarrkirche registriert, wonach „Joseph Stoll, englischer Spachmeister“ zuletzt in dem Haus Untermeidling Nr. 10 gelebt hatte und am 23. Juni begraben wurde.
1816 schrieb Uhland über ihn das Gedicht An einen verhungerten Dichter.

## Werke
- Amor’s Bild. Ein Gesellschaftsspiel in einem Akt, Wien: Wallishausser 1803 (Digitalisat)
- Scherz und Ernst. Ein Spiel in Versen, Wien: Wallishausser 1803 (Digitalisat)
- Scherz und Ernst. Ein Spiel in Versen, Berlin: Unger 1808
- Prometheus. Eine Zeitschrift, Wien: Geistinger 1808 (Digitalisate der Hefte 1–4) (Digitalisat der Hefte 1–6)
- Joseph Ludwig Stoll’s Poetische Schriften, Teil 1, Heidelberg: Braun 1811 (mehr nicht erschienen) (Digitalisat)